# Starcrossed
Starcrossed è il romanzo d'esordio di Josephine Angelini ed è il primo della trilogia chiamata The Awakening Series.

## Trama
Helen Hamilton vive a Nantucket con il padre Jerry una vita apparentemente normale, studia nell'unico liceo dell'isola, ha i suoi amici (Claire e Matt) e i suoi rivali in ambito accademico (Zach e Gretchen); aiuta nel negozio del padre e cerca il più possibile di non dare nell'occhio, perché odia la popolarità.
Tutto è tranquillo fino a quando i Delos arrivano sull'isola. Tutti gli abitanti di Nantucket ne sembrano affascinati e sono curiosi di sapere dettagli riguardo alle vite dei nuovi compaesani, tranne Helen, la quale prova nei loro confronti un senso di odio represso di cui non riesce a capire l'origine. Di sicuro non aiutano i sogni di Helen, in cui tre povere ragazze invecchiate precocemente ripetono frasi del tipo «sangue chiama sangue».
La ragazza è sconvolta da questi sogni che sembra vivere in prima persona (appena si sveglia la mattina sente che il cammino affrontato in sogno è reale), e il suo shock aumenta quando, vedendo per la prima volta uno dei Delos, Lucas, sente l'impulso di ucciderlo, ma ciò non avviene poiché Lucas, essendo abituato a combattere fin da piccolo, riesce a fermarla. Per qualche tempo lei e i Delos provano ad essere civili con scarsi risultati, finché una sera i due si salvano la vita a vicenda.
Helen viene così a scoprire che le tre donne che sogna sono le Furie o Erinni e che erano loro a spingerla a uccidere i Delos, ma anche di essere una semidea (o discendente), come d'altra parte sono tutti i Delos, che discendono dal Dio Apollo.
Viene spiegato alla ragazza (che, avendo salvato la vita a Lucas, ha saldato il suo “debito di sangue nei confronti dei Discendenti di Apollo”, e di conseguenza non sente più di dover uccidere Lucas o altri Discendenti della sua famiglia) che esistono 4 famiglie, o Case, fondate da 4 dèi greci: Zeus, Afrodite, Apollo e Poseidone, denominate rispettivamente Casa di Atreo, Casa di Roma, Casa di Tebe e casa di Atene. Ciò che i Delos si domandano è a quale casa Helen appartenga.
Nel frattempo subisce due aggressioni da due donne diverse ma viene prontamente aiutata da Lucas. Memori del fatto che le donne che hanno attaccato Helen sono ancora a piede libero e sono sicuramente Discendenti anch'esse, Hector, cugino di Lucas, si offre di allenarla nella lotta affinché la sfrutti per salvarsi in situazioni rischiose.
Nel frattempo lei e Lucas si innamorano, ricalcando la storia d'amore vissuta già da Elena di Troia e Paride. Tuttavia i due non possono stare assieme perché, per la mentalità greca, se una ragazza vergine condivide il cibo, il focolare e il letto con un ragazzo i due sono da considerare sposati e quindi le loro case si riunirebbero e scoppierebbe una terribile guerra.
In seguito compariranno altri personaggi, come per esempio Creon, uno dei cugini malvagi dei Delos, che passa per antagonista della storia, e Daphne, che si scoprirà essere la madre di Helen e la moglie segreta di Ajax, uno dei Delos, morto anni prima per mano (secondo la versione dei Delos) proprio da Daphne.
Si scoprirà che Helen, in quanto figlia di Ajax e non di Jerry, è cugina di Lucas. I due saranno quindi costretti a troncare del tutto la loro storia cercando di evitarsi. Ma alla fine del libro una sorella di Ajax, Pandora, capirà che Daphne aveva mentito riguardo alla parentela tra Lucas ed Helen, ma muore per mano di Creon prima di poter rivelare la sua scoperta a qualcuno. Hector, spinto dalle furie, ucciderà Creon, diventando un Reietto e Daphne si offrirà di proteggerlo, poiché il ragazzo le ricorda il suo defunto marito Ajax.

## Personaggi
- Helen Hamilton, la protagonista femminile. Essa possiede tutte le maggiori doti dei discendenti: È bellissima, alta più di un metro e ottanta, intelligente, fortissima e velocissima. Helen è cresciuta con suo padre, quand'era piccola la madre ha abbandonato entrambi senza dare spiegazioni. È una ragazza molto timida ed impopolare, nonostante abbia il Viso di Elena di Troia. Ha il potere di volare e lanciare fulmini ed appartiene alla Casa di Atreo, discendente da Zeus.
- Lucas Delos, il protagonista maschile. È un ragazzo esteticamente bellissimo: Alto, muscoloso, con gli occhi blu e i capelli neri. Nella storia ricalca il ruolo di Paride, di cui ha lo stesso viso. Ha il dono di volare e piegare la luce in modo da apparire sfocato. La sua specialità è il combattimento per terra. Appartiene alla Casa di Tebe.
- Cassandra Delos, sorella minore di Lucas. È l'oracolo di Delfi.
- Hector Delos, il cugino maggiore di Lucas. È l'unico che riesce a tenere testa a Lucas e ha il dono di respirare nell'acqua. È fisicamente uguale ad Ajax, suo zio e presunto padre biologico di Helen. Alla fine del libro diventa un Reietto per aver ucciso suo cugino Creon ed è costretto ad abbandonare la sua famiglia per non essere ucciso a sua volta.
- Ariadne Delos, sorella minore di Hector, gemella di Jason. Ha il potere di guarire le persone.
- Jason Delos, fratello gemello di Ariadne.	Come la gemella anche lui sa guarire le persone.
- Claire Aoki, la migliore amica di Helen. È giapponese, sul metro e cinquanta, molto orgogliosa e intelligente, ed ha una risata così bella da essersi guadagnata il soprannome "Ridarella". Si era resa conto sin da bambina dei poteri di Helen, ma lo aveva accettato senza mai parlarne con lei.
- Matt Mills, il migliore amico di Helen. Tutti erano convinti che prima o poi loro due si sarebbero messi insieme, perché sembravano fatti l'uno per l'altra, ma alla fine si innamorerà di Ariadne.
- Noel Delos, madre di Lucas e Cassandra. È una mortale, ed è una cuoca con i fiocchi.
- Castor Delos, padre di Lucas e Cassandra.
- Pallas Delos, padre di Hector, Jason ed Ariadne e fratello di Castor.
- Creon Delos, figlio del capo della Casa di Tebe, Tantalus, è un maestro delle ombre. Muore per mano di Hector dopo aver ucciso erroneamente sua zia Pandora.
- Pandora Delos, sorella di Castor, Pallas Tantalus e Ajax, era la preferita di quest'ultimo. Muore uccisa da Creon dopo aver scoperto che Daphne aveva mentito riguardo alla parentela che lega Lucas ed Helen.
- Daphne Atreus, madre di Helen, possiede il Volto di Elena di Troia anche lei. La abbandona a suo padre Jerry da piccola portando via ogni sua foto, lasciando alla figlia solo il suo pseudonimo, Beth Smith, e una collanina a forma di cuore, che si scoprirà essere il Cinto di Afrodite. Ritorna quando la figlia compie diciassette anni per portarla via da Nantucket. Era la moglie di Ajax Delos, zio di Lucas.
- Zach Brant, uno dei migliori amici di Helen da piccola, di recente sembra odiarla. È il primo umano dopo Claire a rendersi conto dei poteri sovrannaturali di Helen.
- Gretchen Clifford, una delle migliori amiche di Helen e Caire da piccole, dalla quinta elementare odia Helen poiché ne è invidiosa e inizia a frequentare i più popolari della scuola, diventando con Zach una pettegola che sa tutto di tutto. Chiama Helen "Mostriciattolo" sin da quando quest'ultima, per sbaglio, le scardinò la porta del bagno.
- Jerry Hamilton, padre di Helen. È descritto come un bell'uomo sulla quarantina ed è un padre meraviglioso. Non è mai riuscito a superare del tutto l'abbandono di Daphne. È comproprietario dello spaccio dell'isola con Kate.
- Kate Rogers comproprietaria dello spaccio dell'isola con Jerry, è una donna sulla trentina allegra creativa e spiritosa. Cucina meravigliosamente e sembra che tra lei e Jerry ci sia del tenero.

## Curiosità
Per scrivere questo romanzo l'autrice si è ispirata a Romeo e Giulietta ed all'Iliade.